# Церква адвентистів сьомого дня (Чернігів)
Церква адвентистів сьомого дня у Чернігові, це протестантська громада яка сповідує адвентизм. Головна будівля церкви розташована за адресою: вул. 1-го Травня, 166А.
У Чернігові Церква адвентистів сьомого дня існує з 1989 року. 